# Fernando Cabezas
Fernando Cabezas (Orense, 20 de diciembre de 1952), firmando Cabezas, es un caricaturista y humorista español conocido por su trabajo durante la década de 1980 en el diario vespertino Informaciones de Madrid.
Periodista de profesión, colaboró como caricaturista político y deportivo en diarios de la Transición española como Informaciones, Pueblo y El Independiente. Desde el inicio de la década de 1990 pasó a trabajar en el gabinete de prensa de la Comunidad de Madrid.
En 2002, Cabezas y el también periodistas de RNE, Jesús Beltrán, fueron dados por desaparecidos por un error burocrático, junto con las 900 víctimas del naufragio del barco senegalés "Le Joola". Los periodistas españoles, que habían intentado con insistencia conseguir pasaje, finalmente no pudieron lograrlo.
Es autor de una monografía de caricaturas de ciclistas españoles y extranjeros.